# Nochistlán de Mejía (község)
Nochistlán de Mejía egy község Mexikó Zacatecas államának déli részén. 2010-ben lakossága kb. 27 900 fő volt, ebből mintegy 16 600-an laktak a községközpontban, Nochistlán de Mejíában, a többi 11 300 lakos a község területén található 154 kisebb településen élt.

## Fekvése
A község Zacatecas állam déli nyúlványában, a Vulkáni-kereszthegység és a Nyugati-Sierra Madre találkozásánál terül el. Szinte teljes területe a tenger szintje felett 1600–2800 méterrel fekvő hegyvidék, a középső részén található fennsíkon épült fel a községközpont. Az éves csapadékmennyiség 700–1000 mm körüli. A terület állandó vízfolyásai az Ipalco, a Los Planes, a Santa Gertrudis, a La Rinconada és az Arroyo Ancho, az ideiglenes patakok közül jelentősebbek a Los Chávez a La Estancia, az El Salto, a Los Planes, a Tomate, a Los Parajes és a Las Latas.

## Élővilág
A község hegyvidékét erdők borítják, fő fajai a fenyők, a palo colorado, a tölgyek és magyaltölgyek, a Vachellia pennatula, a pingüica, valamint különféle gyümölcsfák: őszi- és sárgabarackok, fügék, narancsok, citromfák, avokádók, valamint körte- és almafák.
Állatvilágából említésre érdemesek a nyulak, a pumák, az örvös pekari, a fehérfarkú szarvas, a vörös hiúz, a prérifarkas, a szürkeróka, a mosómedve, valamint a különféle galamb- és fürjfélék.

## Népesség
A község lakóinak száma a közelmúltban sokáig csökkent, de az utóbbi években növekedni kezdett. A változásokat szemlélteti az alábbi táblázat:
| Év   | Lakosság |
| ---- | -------- |
| 1990 | 32 327   |
| 1995 | 30 567   |
| 2000 | 29 282   |
| 2005 | 26 195   |
| 2010 | 27 932   |

## Települései
A községben 2010-ben 155 lakott helyet tartottak nyilván, de nagy részük igen kicsi: 52 településen 10-nél is kevesebben éltek. A jelentősebb helységek:
| Település                           | Lakosság (2010) |
| ----------------------------------- | --------------- |
| Nochistlán de Mejía (községközpont) | 16 562          |
| Tlachichila                         | 1514            |
| Daniel Camarena (Las Ánimas)        | 792             |
| Colonia Lomas del Refugio           | 620             |
| Colonia Lindavista                  | 526             |
| La Villita                          | 430             |
| Toyahua de Abajo                    | 418             |